# Sárándi József
Sárándi József, eredeti neve: Papp József (Cserepesmajor, Békés vármegye, 1945. március 8. – 2024. június 3. vagy előtte) magyar író, költő, újságíró.

## Életpályája
Szülei: Papp Ernő és Simon Eszter. Levelező tagozaton érettségizett. 1967-1972 között az ELTE BTK magyar-történelem szakos hallgatója volt. 1968-ban Esztergomban képesítés nélkül tanított. 1970-1985 között az Új Forrás munkatársa volt. 1970-1972 között az Egyetemi Lapok kulturális rovatvezetője volt. 1972-1973 között a Magyar Rádió irodalmi szerkesztője volt. 1974-1979 között, valamint 1985 óta szabadfoglalkozású író.
Költészetét a drámai életanyag éppúgy jellemzi, mint a vaskosság, a nemiség testi-lelki örömeinek megszólaltatása.

## Művei
- Vándor az aszályban (vers, 1973)
- Tűzoltók napja (vers, 1976)
- A barbárság kora (vers, 1980)
- A teljesítmény gyönyöre (vers, 1983)
- Útszéli történetek (elbeszélés, 1984)
- Felelet a kérdezőnek (vers, 1987)
- Egy esélytelen magánszáma (válogatott és új versek, 1973-1988, 1989)
- Sorsvonal (1991)
- Ingyencselekvés (vers, 1995)
- Mi az, hogy halhatatlanság? (1997)
- Korvégkezdeteim (regény, 1999)
- Trubadúrdal. Válogatott szerelmes versek, 1968–2000; fotó Balla András; Barbaricum Kvműhely, Karcag, 2000
- Emlékeim egy fürdőhelyről. Jövő, jelen és múlt időben; Bereki Irodalmi Társaság, Berekfürdő, 2001
- Az írás iszonya (vers, 2002)
- A rendszerdöntögető. Kortörténeti adalékok. Emlékirat (regény, 2005)
- Birtokviszony (versek, 2006)
- Fabatka. Levél- és naplókisregény; Sárándi József, Leányvár, 2012
- Hiányuniverzum. Egyberostált régi és új versek; Felsőmagyarország, Miskolc, 2013
- A hitetlenség mágneses viharában. Versvágások, 1-14.; Optima Téka, Bp., 2014

## Díjai
- Móricz Zsigmond-ösztöndíj (1974)
- József Attila-díj (1977)
- A Szépirodalmi Könyvkiadó Nívódíja (1981, 1984)
- Alterra-díj (2000)